# Asura simulans
Asura simulans är en fjärilsart som beskrevs av Butler 1886. Asura simulans ingår i släktet Asura och familjen björnspinnare. Inga underarter finns listade i Catalogue of Life.